# Jean Castaneda
Jean-Luc Castaneda (* 20. März 1957 in Saint-Étienne) ist ein ehemaliger französischer Fußballtorwart.

## Karriere

### Spieler

#### Verein
Er begann seine Laufbahn 1975 bei der AS Saint-Étienne. Im Jahre 1989 wechselte er zu Olympique Marseille und beendete 1991 seine Spielerkarriere.

#### Nationalmannschaft
Castaneda spielte 1981 und 1982 neunmal für die französische Fußballnationalmannschaft. Er war Mitglied des französischen Kaders für die Weltmeisterschaft 1982, bei der er das Spiel um Platz drei gegen Polen bestritt.

### Trainer
Später trainierte Castaneda neben Olympique Marseille auch den FC Istres und die US Marseille Endoume.